# Calystegia tuguriorum
Calystegia tuguriorum là một loài thực vật có hoa trong họ Bìm bìm. Loài này được R. Br. ex Hook. f. mô tả khoa học đầu tiên.

## Hình ảnh

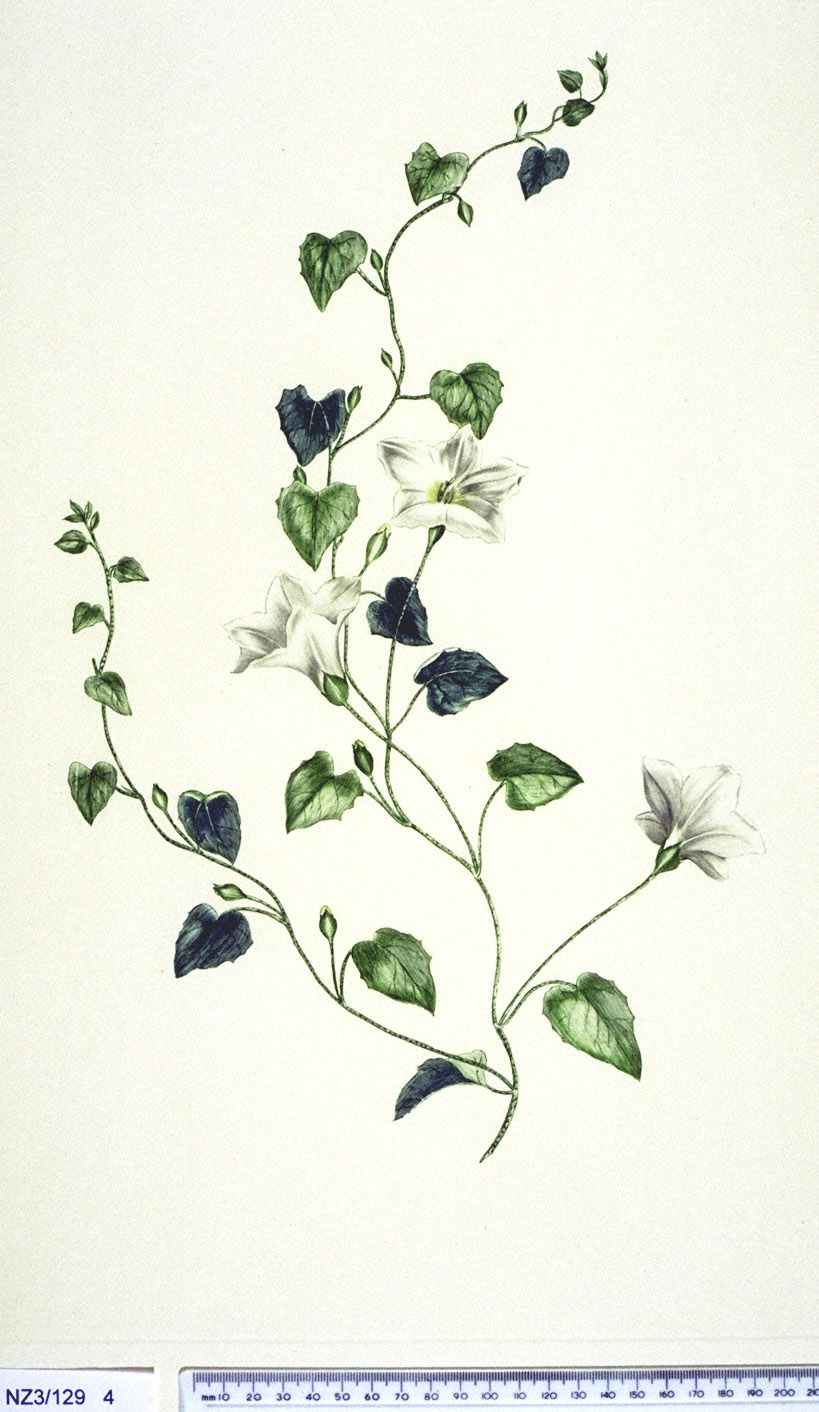
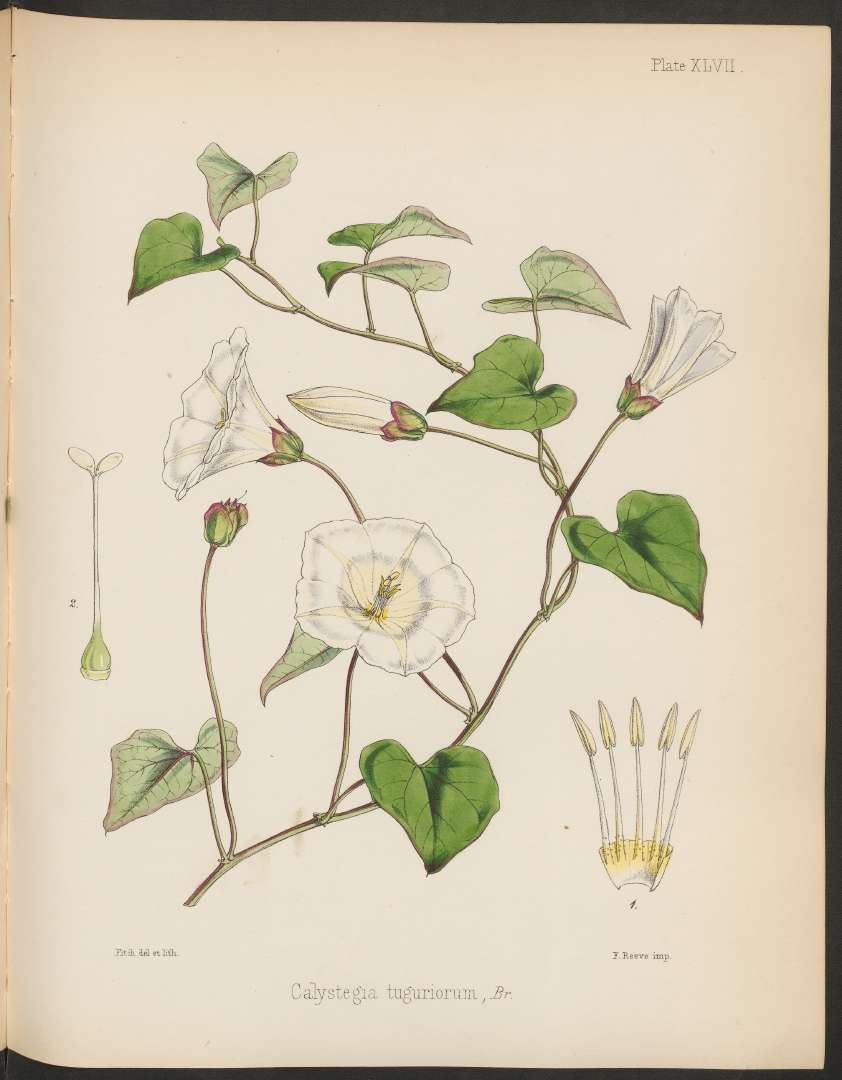
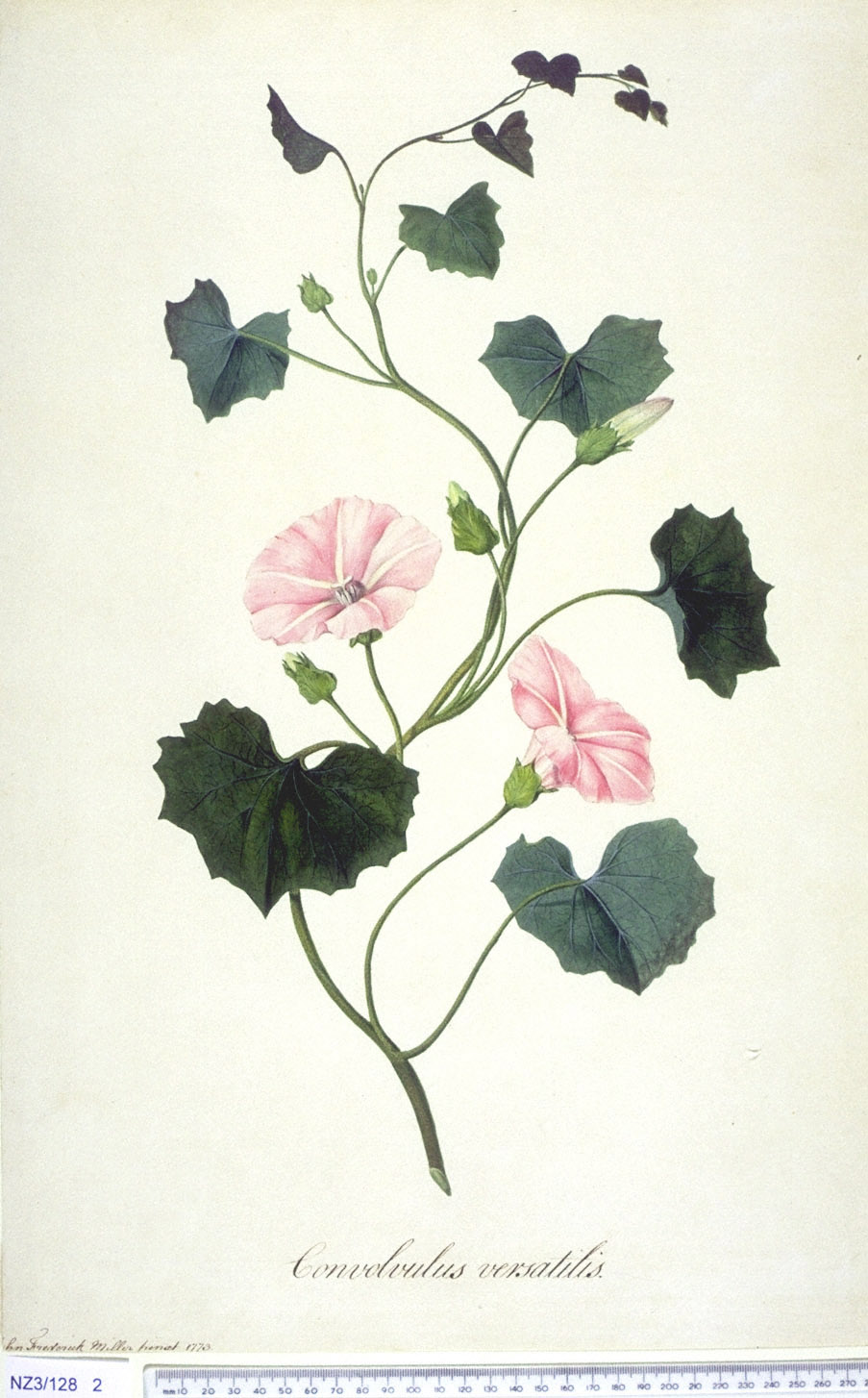